# Bataille de Valls
Guerre d'indépendance espagnole
Batailles
- Valls (1re)
- 2e Molins de Rei (03-1809) (ca)
- Gérone
- Alcañiz
- María-Belchite
- Mollet
- Vich
- Villafranca (2e)
- Lérida
- Mequinenza
- La Bisbal
- Tortose
- Valls (2e)
- Tarragone (1er)
- Montserrat
- Sagonte
- Valence
- Castalla (1er)
- Castalla (2e)
- Tarragone (2e)
- Ordal

La bataille de Valls fut disputée le 25 février 1809, pendant la guerre d'indépendance espagnole, près de la ville de Valls en Catalogne entre les troupes franco-italiennes du général Gouvion-Saint-Cyr et les forces du général Théodore de Reding de Biberegg, Suisse au service de l'Espagne, qui fut mortellement blessé pendant une charge de la cavalerie française. La bataille se conclut par la victoire des Franco-Italiens.

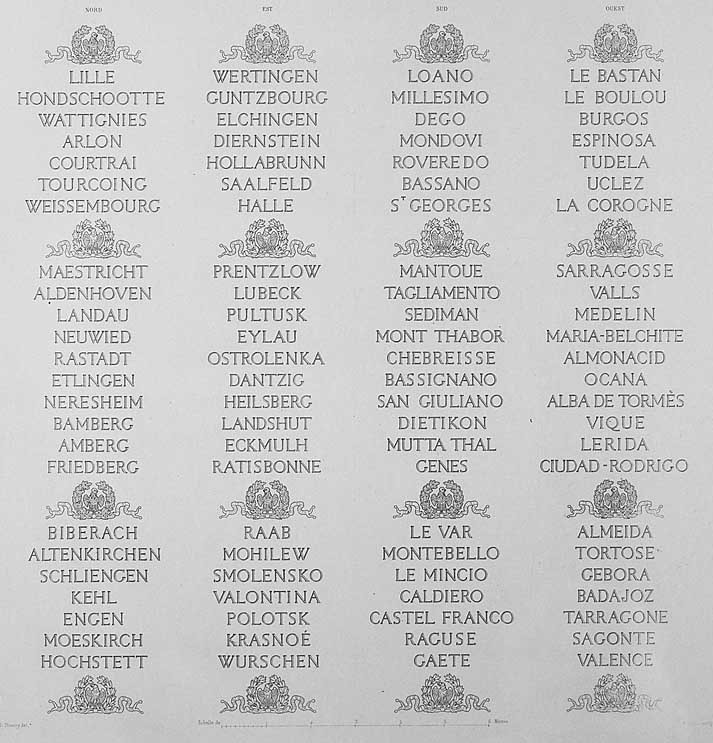
Noms de batailles gravées sous les grandes arcades, où figure celle de Valls.

Le nom de Valls est gravé sur l'Arc de Triomphe à Paris, avec d'autres victoires françaises de la Révolution et de l'Empire.

## Conséquences
Après cette victoire, Gouvion-Saint-Cyr acquiert le contrôle presque total de la Catalogne. Il ne reste plus que les places fortes de Gérone, Tarragone et Tortose à soumettre. Bien qu'ayant reçu l'ordre par l'état-major de mener les trois sièges, Gouvion n'a ni le matériel et les effectifs suffisants pour s'en acquitter. Il prend la décision de se concentrer sur Gérone, désobéissant ainsi à l'ordre initial. Cependant, à la mi-juin 1809, le général est averti par Louis-Alexandre Berthier, le chef d'état-major de Napoléon, de son remplacement par le maréchal Pierre Augereau. Néanmoins, après trois mois sans nouvelles de son successeur, absent pour raisons de santé, Gouvion quitte l'armée pour Perpignan. Il est mis aux arrêts sans solde et consigné dans son château de Reverseaux en Eure-et-Loir dans la Beauce.
Arrivé plus tard pour prendre la suite de Gouvion, Augereau poursuit le siège de Gérone et fait tomber la place le 12 décembre 1809.

## Sources
- (en) Cet article est partiellement ou en totalité issu de l’article de Wikipédia en anglais intitulé « Battle of Valls » (voir la liste des auteurs).